# Mistrovství světa v alpském lyžování 2023 – sjezd mužů
Sjezd mužů na Mistrovství světa v alpském lyžování 2023 se konal v neděli 12. února 2023 jako třetí mužský závod světového šampionátu v Courchevelu a Méribelu. Sjezd na courchevelské sjezdovce L'Éclipse odstartoval v 11.00 hodin místního času. Do závodu nastoupilo 45 sjezdařů ze 17 států.
Obhájce světového prvenství Vincent Kriechmayr skončil jedenáctý. Úřadující olympijský vítěz Beat Feuz ukončil v lednu 2023 závodní kariéru.

## Medailisté
Mistrem světa se stal průběžný lídr celého Světového poháru 2022/2023, 25letý Švýcar Marco Odermatt, který na světových šampionátech získal první medaili. Následně vyhrál také obří slalom a ovládl medailové pořadí účastníků MS 2023.
Se ztrátou čtyřiceti osmi setin sekundy vybojoval stříbro 30letý Nor Aleksander Aamodt Kilde, pro nějž to byla druhá medaile z mistrovství světa. Na témže šampionátu obsadil druhé místo i v superobřím slalomu.
Bronz si překvapivě odvezl 25letý Kanaďan Cameron Alexander, který za šampionem zaostal o osmedsát devět setin sekundy. Na vrcholných světových akcích nastoupil do prvního závodu znamenající první medaili. V předchozí kariéře ovládl jeden sjezdový závod ve Světovém poháru, když během března 2022 zvítězil v Kvitfjellu.

## Výsledky
| P                                                                                        | SČ            | lyžař                    | stát               | čas             | ztráta          |
| ---------------------------------------------------------------------------------------- | ------------- | ------------------------ | ------------------ | --------------- | --------------- |
| Zlatá medaile                                                                            | 10            | Marco Odermatt           | Švýcarsko          | 1:47,05         | —               |
| Stříbrná medaile                                                                         | 15            | Aleksander Aamodt Kilde  | Norsko             | 1:47,53         | +0,48           |
| Bronzová medaile                                                                         | 20            | Cameron Alexander        | Kanada             | 1:47,94         | +0,89           |
| 4.                                                                                       | 21            | Marco Schwarz            | Rakousko           | 1:47,98         | +0,93           |
| 5.                                                                                       | 12            | James Crawford           | Kanada             | 1:48,06         | +1,01           |
| 6.                                                                                       | 24            | Maxence Muzaton          | Francie            | 1:48,13         | +1,08           |
| 7.                                                                                       | 1             | Florian Schieder         | Itálie             | 1:48,14         | +1,09           |
| 8.                                                                                       | 28            | Miha Hrobat              | Slovinsko          | 1:48,18         | +1,13           |
| 8.                                                                                       | 14            | Dominik Paris            | Itálie             | 1:48,18         | +1,13           |
| 10.                                                                                      | 16            | Thomas Dressen           | Německo            | 1:48,20         | +1,15           |
| 11.                                                                                      | 6             | Vincent Kriechmayr       | Rakousko           | 1:48,21         | +1,16           |
| 12.                                                                                      | 9             | Niels Hintermann         | Švýcarsko          | 1:48,28         | +1,23           |
| 12.                                                                                      | 23            | Justin Murisier          | Švýcarsko          | 1:48,28         | +1,23           |
| 14.                                                                                      | 7             | Daniel Hemetsberger      | Rakousko           | 1:48,33         | +1,28           |
| 15.                                                                                      | 19            | Matteo Marsaglia         | Itálie             | 1:48,58         | +1,53           |
| 16.                                                                                      | 3             | Adrian Smiseth Sejersted | Norsko             | 1:48,63         | +1,58           |
| 17.                                                                                      | 31            | Erik Arvidsson           | USA                | 1:48,66         | +1,61           |
| 18.                                                                                      | 29            | Alexis Monney            | Švýcarsko          | 1:48,80         | +1,75           |
| 19.                                                                                      | 4             | Romed Baumann            | Německo            | 1:48,85         | +1,80           |
| 20.                                                                                      | 11            | Mattia Casse             | Itálie             | 1:48,88         | +1,83           |
| 21.                                                                                      | 30            | Nils Allègre             | Francie            | 1:48,92         | +1,87           |
| 22.                                                                                      | 34            | Henrik von Appen         | Chile              | 1:48,93         | +1,88           |
| 23.                                                                                      | 8             | Johan Clarey             | Francie            | 1:48,94         | +1,89           |
| 24.                                                                                      | 2             | Ryan Cochran-Siegle      | USA                | 1:48,95         | +1,90           |
| 25.                                                                                      | 33            | Elian Lehto              | Finsko             | 1:48,97         | +1,92           |
| 26.                                                                                      | 18            | Jared Goldberg           | USA                | 1:49,03         | +1,98           |
| 27.                                                                                      | 17            | Josef Ferstl             | Německo            | 1:49,12         | +2,07           |
| 28.                                                                                      | 13            | Travis Ganong            | USA                | 1:49,25         | +2,20           |
| 29.                                                                                      | 27            | Andreas Sander           | Německo            | 1:49,45         | +2,40           |
| 30.                                                                                      | 38            | Nejc Naraločnik          | Slovinsko          | 1:49,62         | +2,57           |
| 31.                                                                                      | 32            | Jeffrey Read             | Kanada             | 1:49,50         | +2,65           |
| 32.                                                                                      | 35            | Stefan Babinsky          | Rakousko           | 1:49,74         | +2,69           |
| 33.                                                                                      | 36            | Marco Pfiffner           | Lichtenštejnsko    | 1:50,50         | +3,45           |
| 34.                                                                                      | 22            | Adrien Theaux            | Francie            | 1:50,51         | +3,46           |
| 35.                                                                                      | 25            | Martin Čater             | Slovinsko          | 1:51,03         | +3,98           |
| 36.                                                                                      | 41            | Jaakko Tapanainen        | Finsko             | 1:51,41         | +4,36           |
| 37.                                                                                      | 40            | Barnabás Szőllős         | Izrael             | 1:51,48         | +4,43           |
| 38.                                                                                      | 44            | Juhan Luik               | Estonsko           | 1:52,74         | +5,69           |
| 39.                                                                                      | 39            | Roy-Alexander Steudle    | Spojené království | 1:52,76         | +5,71           |
| 40.                                                                                      | 42            | Ivan Kovbasňuk           | Ukrajina           | 1:54,04         | +6,99           |
| 41.                                                                                      | 45            | Lauris Opmanis           | Lotyšsko           | 1:54,45         | +7,40           |
| —                                                                                        | 5             | Otmar Striedinger        | Rakousko           | nedojel do cíle | nedojel do cíle |
| 26                                                                                       | Brodie Seger  | Kanada                   |                    | nedojel do cíle | nedojel do cíle |
| 37                                                                                       | Nico Gauer    | Lichtenštejnsko          |                    | nedojel do cíle | nedojel do cíle |
| 43                                                                                       | Elvis Opmanis | Lotyšsko                 |                    | nedojel do cíle | nedojel do cíle |
| Závod odstartoval v 11.00 hodin (UTC+1). Teplota vzduchu na startu i v cíli činila 2 °C. |               |                          |                    |                 |                 |